# Turquía en los Juegos Paralímpicos de París 2024
Turquía estuvo representada en los Juegos Paralímpicos de París 2024 por un total de 92 deportistas, 48 mujeres y 44 hombres.

## Medallistas
El equipo paralímpico turco obtuvo las siguientes medallas:
| Nombre                                                                                      | Deporte                    | Evento                                      |
| ------------------------------------------------------------------------------------------- | -------------------------- | ------------------------------------------- |
| Oro                                                                                         |                            |                                             |
| Sevda Altunoluk Sevtap Altunoluk Fatma Gül Güler Şeydanur Kaplan Berfin Altan Reyhan Yılmaz | Golbol                     | Torneo femenino                             |
| İbrahim Bölükbaşı                                                                           | Judo                       | +90 kg J2 masculino                         |
| Umut Ünlü                                                                                   | Natación                   | 50 m libre S3 masculino                     |
| Umut Ünlü                                                                                   | Natación                   | 200 m libre S3 masculino                    |
| Mahmut Bozteke                                                                              | Taekwondo                  | –63 kg masculino                            |
| Öznur Cüre                                                                                  | Tiro con arco              | Compuesto individual clase abierta femenino |
| Plata                                                                                       |                            |                                             |
| Aysel Önder                                                                                 | Atletismo                  | 400 m T20 femenino                          |
| Mohamad Jalvandi                                                                            | Atletismo                  | Jabalina F57 masculino                      |
| Besra Duman                                                                                 | Levantamiento de potencia  | –55 kg femenino                             |
| Abdullah Kayapınar                                                                          | Levantamiento de potencia  | –49 kg masculino                            |
| Gamze Gürdal                                                                                | Taekwondo                  | –57 kg femenino                             |
| Ali Can Özcan                                                                               | Taekwondo                  | –58 kg masculino                            |
| Fatih Çelik                                                                                 | Taekwondo                  | –70 kg masculino                            |
| Kübra Korkut                                                                                | Tenis de mesa              | Individual WS7 femenino                     |
| Aysel Özgan                                                                                 | Tiro                       | Pistola de aire 10 m SH1 femenino           |
| Merve Nur Eroğlu Sadık Savaş                                                                | Tiro con arco              | Recurvo por equipos clase abierta mixto     |
| Bronce                                                                                      |                            |                                             |
| Fatma Damla Altın                                                                           | Atletismo                  | Salto de longitud T20 femenino              |
| Hakan Akkaya                                                                                | Esgrima en silla de ruedas | Espada individual A masculino               |
| Ecem Taşın                                                                                  | Judo                       | –48 kg J1 femenino                          |
| Cahide Eke                                                                                  | Judo                       | –48 kg J2 femenino                          |
| Nazan Akın                                                                                  | Judo                       | +70 kg J1 femenino                          |
| Nazmiye Muratlı                                                                             | Levantamiento de potencia  | –45 kg femenino                             |
| Sibel Çam                                                                                   | Levantamiento de potencia  | –73 kg femenino                             |
| Sevilay Öztürk                                                                              | Natación                   | 50 m mariposa S5 femenino                   |
| Meryem Çavdar                                                                               | Taekwondo                  | –52 kg femenino                             |
| Ebru Acer                                                                                   | Tenis de mesa              | Individual WS11 femenino                    |
| Ali Öztürk                                                                                  | Tenis de mesa              | Individual MS5 masculino                    |
| Abdullah Öztürk Nesim Turan                                                                 | Tenis de mesa              | Dobles MD8 masculino                        |